# Njupeskär

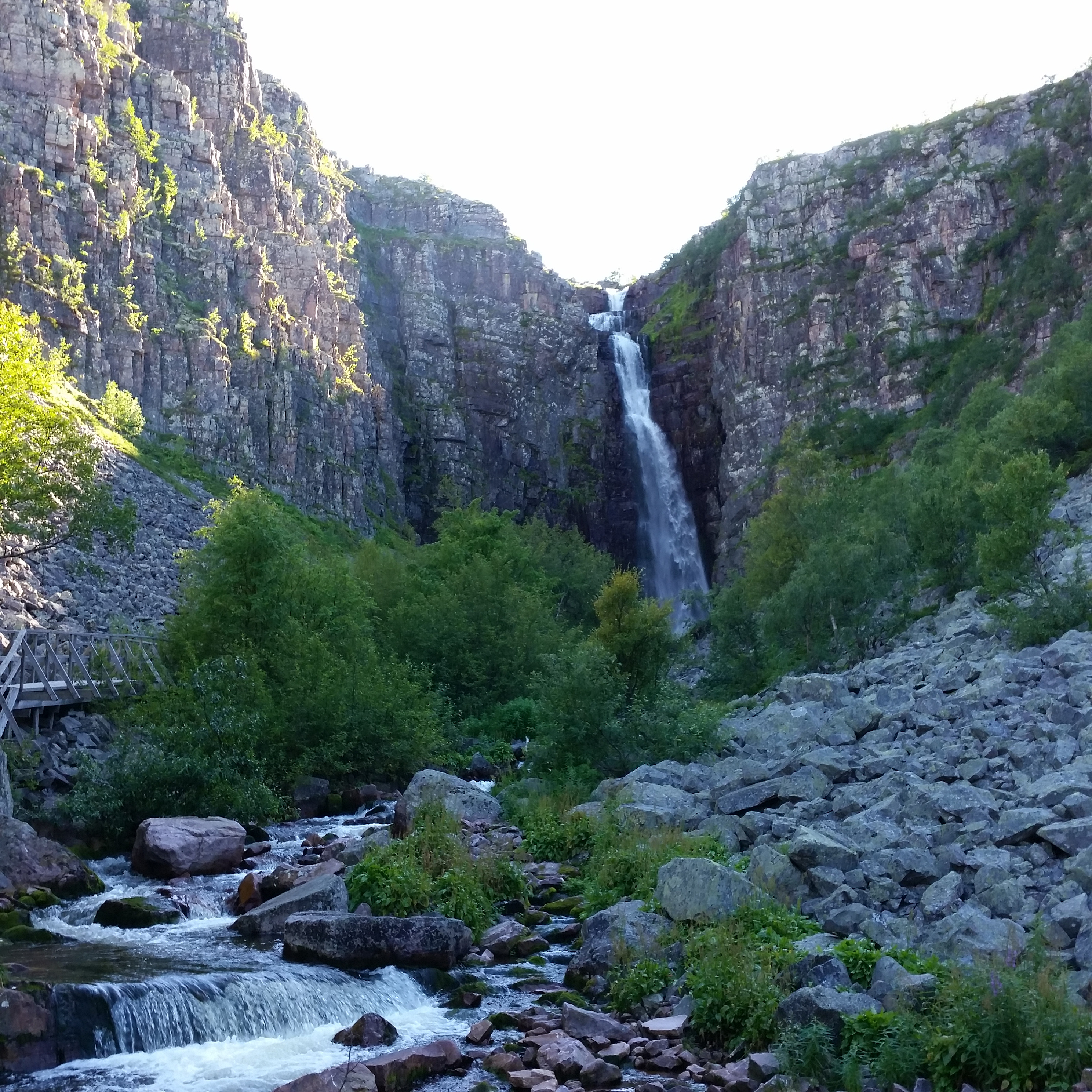
Vodopád Njupeskär

Njupeskär je vodopád, nacházející se v národním parku Fulufjället ve švédském kraji Dalarna, nedaleko hranice s Norskem, v nadmořské výšce mezi osmi sty a devíti sty metry. Říčka Njupån se zde vrhá přes okraj pískovcového srázu a vytváří hluboký kaňon. Vodopád dosahuje výšky 93 metrů a nejvyšší stupeň má 70 m, i když některé zdroje uvádějí celkovou výšku 125 m a výšku stupně 90 m. Je oficiálně uváděn jako nejvyšší vodopád Švédska, i když přírodovědec a cestopisec Claes Grundsten tvrdí, že vodopád Grevinnan v národním parku Stora Sjöfallet je výrazně vyšší. Njupeskär je oblíbeným cílem pěších výletů, vede k němu naučná stezka. V zimě vodopád zamrzá a slouží jako stěna pro ledolezení. 